# Аце Русевски
Аце Русевски (Куманово, 30. новембар 1956) бивши је југословенски боксер, освајач бронзане медаље са Олимпијских игара 1976. године.

## Биографија
Рођен је у Куманову 1956. године. Боксом је почео да се бави у 16. години, био је члан Боксерског клуба Куманово. Тренирао га је Мирослав Петровић. Постао је државни репрезентативац у велтеру и лакој категорији. У аматерској конкуренцији имао је 249. борби и доживео је само 12 пораза.
Првак Југославије био је 1976, 1978, 1979. и 1980. године, а првак Балкана 1975. и 1976. године. Златни гонг освајао је 1975. и 1978. а прво место заузео је и на Медитеранским играма у Сплиту 1979. године.
На јуниорским првенствима Европе 1973. освојио је бронзану, 1974. сребрну медаљу, а првак Европе у сениорској конкуренцији био је 1977. године у Халеу. Исте године у избору АИПС-а (Међународно удружење спортских новинара) освојио је титулу најбољег европског аматерског боксера. Успешну каријеру имао је од 1981. као професионалац.
На Олимпијским играма у Монтреалу 1976. освојио је бронзану медаљу, а у Москви 1980. после пораза у четвртфиналу поделио је од 5. до 8. места.
Након завршетка активног бављења боксом, био је селектор репрезентације и обављао је функцију председника боксерског савеза Македоније.